# Боярин (бронепалубный крейсер)
«Боя́рин» — бронепалубный крейсер Российского императорского флота. Потерян в ходе Русско-японской войны.

## Проектирование и постройка
Контракт на постройку четвертого бронепалубного крейсера 2-го ранга по судостроительной программе «Для нужд Дальнего Востока» был заключен 15 апреля 1899 года в Санкт-Петербурге. Крейсер, получивший имя «Боярин», был спроектирован по образцу крейсера «Новик» и имел схожие с ним задачи — разведка, посыльная служба и поддержка атак миноносцев. Датский проект значительно уступал проекту фирмы Шихау, строившей «Новик», однако был принят Морским Техническим комитетом, которому Управляющий Морским министерством адмирал П. П. Тыртов рекомендовал идти навстречу пожеланиям завода «Бурмейстер и Вайн». По мнению некоторых историков, в работу Морского технического комитета вмешалась вдовствующая Императрица Мария Федоровна, датская принцесса, убедившая Николая II заказать у неё на Родине крейсер для Российского флота.
Главными недостатками датского проекта были недостаточный боезапас орудий главного и противоминного калибра, а также отсутствие: помещений для динамо-машин, центрального поста под боевой рубкой, носового погреба для боезапаса противоминной артиллерии. Кроме того, отрицательной стороной проекта была необеспеченность продольной прочности корабля. Устранение всех этих недостатков на стадии проектирования повлекло за собой рост водоизмещения — до 3075 тонн вместо 2600 проектных и к уменьшению скорости до 21 узла. Тем не менее, постройка «Боярина» обошлась России на 65 тысяч рублей дороже постройки «Новика».
Официальная закладка состоялась 24 сентября 1900 года. Ещё до этого, в первых числах сентября, наблюдающим за постройкой крейсера был назначен капитан 2 ранга В. И. Литвинов. 26 мая 1901 года состоялся спуск «Боярина» на воду, при этом не обошлось без скандала: корабль являлся собственностью датской фирмы и поэтому на нем не было российского экипажа, что нарушало военный ритуал поднятия флага.
После спуска крейсера на воду его командиром был назначен капитан 2 ранга В. Ф. Сарычев, вернувшийся недавно из Китая после участия в подавлении Боксёрского восстания. Он наблюдал за снабжением крейсера по штату и отдавал должное пунктуальности и распорядительности датчан.
В июне 1902 года состоялись заводские испытания крейсера, которые показали его соответствия проектному заданию. В то же время, была отмечена сильная вибрация корпуса на эксплуатационной 14-узловой скорости.

## Довоенная служба
В августе «Боярин» начал свою первую кампанию под Андреевским флагом, тогда же на крейсере поселился русский экипаж. 6 октября 1902 года крейсер под командой капитана 2 ранга В. Ф. Сарычева отправился в Кронштадт, куда он прибыл 8 октября. Через две недели его включили в отряд адмирала Э. А. Штакельберга, срочно направлявшийся на Дальний Восток для усиления там Первой Тихоокеанской эскадры. «Боярин» прошел в Кронштадте мелкий ремонт и догнал отряд 19 ноября в Портленде. Здесь, после выхода из порта, на корабле по неизвестным причинам застрелился старший механик.
В Средиземном море русский отряд разделился из-за поломки некоторых кораблей. «Боярин» получил приказ отправиться в Персидский залив и произвести там демонстрацию политических интересов России. Из-за конфликта с английским правительством признавалось невозможным просить у англичан уголь, поэтому договор о снабжении крейсера был подписан с французским правительством. Условием французов стало участие в походе русского крейсера французского корабля-стационера «Infernet». Пришлось пойти на уступки, и 30 января 1903 года два крейсера начали обход Персидского залива. Здесь «Боярин» выполнил дипломатическую миссию и продемонстрировал мощь военно-морских сил Российской империи. 15 марта «Боярин» вновь соединился с отрядом Э. А. Штакельберга в Коломбо, продолжив плавание в Порт-Артур.
13 мая крейсер бросил якорь в Порт-Артуре, сразу включившись в маневры Первой Тихоокеанской эскадры, проводившиеся в Жёлтом море. 4 июня 1903 года крейсер участвовал в смотре Морских сил России на Тихом океане. С 1 июля «Боярин» был выведен в вооруженный резерв. В августе он вновь начал кампанию у принял участие в нескольких учениях и смотрах эскадры. Наместник Е. И. Алексеев в своем рапорте очень положительно отозвался о качестве постройки «Боярина», особенно отметив его «выгодность в отношении расхода угля».
В декабре 1903 года «Боярин» в связи с накалившейся военно-политической обстановкой был отправлен в порт Чемульпо для несения там стационерной службы. 30 декабря на рейд этого корейского порта прибыл «Варяг», и надобность в «Боярине» отпала. По приказу капитана 1 ранга В. Ф. Руднева крейсер отправился в Порт-Артур.

## Русско-японская война
25 января (7 февраля) 1904 года, накануне нападения японцев, «Боярин» в паре с «Баяном» отбыл свою очередь дежурства.
26 января (8 февраля) 1904 года стоявшая на рейде Порт-Артура Первая Тихоокеанская эскадра была атакована японскими миноносцами. После подрыва броненосцев «Цесаревич», «Ретвизан» и крейсера «Паллада» адмирал О. В. Старк послал вдогонку за японцами крейсеры, в числе которых был и «Боярин». С рассветом был замечен миноносец, по которому был открыт огонь. Миноносец оказался «Сильным», на котором ничего не знали о начале войны. С крейсера принесли извинения за стрельбу и сообщили о начавшихся военных действиях.
После 8 часов «Боярин» вернулся в Порт-Артур, однако по сигналу командующего вновь вышел при появлении на горизонте неприятельских крейсеров. После их ухода «Боярин» маневрировал на внешнем рейде в ожидании дальнейших распоряжений, которые не заставили себя долго ждать: крейсер был отправлен в разведку. Обнаружив шесть броненосцев и девять крейсеров противника, «Боярин» с расстояния 40 кабельтовых произвел три выстрела и полным ходом направился в Порт-Артур с поднятым на мачтах сигналом о замеченных японских кораблях. Во время последующего за этим боя «Боярин» держался в стороне, не получив попаданий.
В 17.30 «Боярин» получил приказ сопроводить минный транспорт «Енисей» до места постановки последним минных заграждений (бухта Талиенван). Крейсер выполнил указание вернулся в Порт-Артур к 22 часам. 29 января (11 февраля) 1904 «Енисей» подорвался на собственной мине, но с русских позиций услышали беспорядочную стрельбу и передали, что минный транспорт атакован и возможно, потоплен японскими миноносцами. На помощь «Енисею» был отправлен «Боярин» и 4 миноносца, причем командиры этих судов были предупреждены о возможном заграждении минами района бухты Талиенван. В 16 часов крейсер оказался на линии недавно поставленного минного заграждения и 16.08 подорвался на мине. Взрывом было убито десять матросов и крейсер сразу погрузился в воду до иллюминаторов. Подведение пластыря привело лишь к увеличению крена. Экипаж начал покидать корабль, перебираясь на миноносцы. Командир В. Ф. Сарычев последним покинул судно, которое казалось гибнущим. Впоследствии он отмечал:
Приказания мои исполнялись безукоризненно и спокойствие команды было примерное; большинство взяли с собой винтовки. 
На следующий день в бухту Талиенван были посланы миноносцы «Выносливый» и «Грозовой» задача которых заключалась в поиске и спасении «Боярина». Они обнаружили крейсер приткнувшимся носом к берегу и начали обследование места аварии. Состояние корабля «не оставляло сомнений в возможности его спасения». Было принято решение о продолжении спасательной операции на следующий день, 31 января. Пока миноносцы направились в Дальний для организации спасательных работ.
Ночным штормом «Боярин» был сорван с мели и подорвался на нескольких минах. Прибывшие миноносцы его на месте не обнаружили и доложили командующему Тихоокеанской эскадрой о гибели корабля. Через несколько дней крейсер был обнаружен лежащим на дне в сорока метрах от берега. Никаких мер к его спасению ввиду последующей блокады крепости не предпринималось.
Командир В. Ф. Сарычев был признан виновным в преждевременном оставлении поврежденного крейсера. Дальнейшая его служба в осажденной крепости проходила на берегу (командовал морскими батареями обороны входа на внутренний рейд Порт-Артура).

## Галерея
- Бронепалубный крейсер «Боярин» под датским флагом во время ходовых испытаний, 1902 год
- Крейсер «Боярин»
- Крейсер «Боярин» в Тулоне